# Up in Flames
«Up in Flames» —en español: «En llamas»— es una canción de la banda británica Coldplay. Fue lanzada como sencillo promocional del quinto álbum de estudio Mylo Xyloto convirtiéndose en el sexto lanzamiento del álbum. Se estrenó el 16 de julio de 2012 para su radiodifusión en Europa.

## Contexto y grabación
«Up in Flames» fue la última canción que se grabó para el álbum. Fue concebida por el cantante Chris Martin horas antes de que se presentarán en el iTunes Festival el 22 de julio de 2011. La canción incluye sonidos de pads electrónicos interpretados por el baterista Will Champion, la canción se terminó de grabar y mezclar el 9 de septiembre de 2011.

## Presentaciones en vivo
La canción se estrenó en Austin, Texas el día 16 de septiembre de 2011 dentro del festival Austin City Limits. Su segunda presentación tuvo lugar después del lanzamiento de Mylo Xyloto el día 20 de octubre en el show The Colbert Report. Posteriormente se volvió parte de los shows en vivo, siendo tocada por primera vez dentro del tour el 26 de octubre de 2011 en Madrid, España. La canción fue incluida en el álbum Live 2012.

## Lista de canciones
| European single |                             |          |  |
| N.º             | Título                      | Duración |  |
| 1.              | «Up in Flames» (radio edit) | 2:47     |  |

| Netherlands single |                                |          |  |
| N.º                | Título                         | Duración |  |
| 1.                 | «Up in Flames» (álbum versión) | 3:13     |  |